# Emanuele Rodriguez Dos Santos
Emanuele Rodriguez Dos Santos, född omkring 1702, död 22 mars 1764 i Rom, var en portugisisk arkitekt under barockepoken, huvudsakligen verksam i Rom. Hans främsta byggnadsverk utgörs av kyrkan Santissima Trinità degli Spagnoli, vilken han ritade för Trinitarieorden år 1733.

## Biografi
Dos Santos inledde sin yrkesbana som kabinettsnickare. Omkring 1721 anlände han till Rom, där han initialt ritade festarkitektur, bland annat för påve Benedikt XIII år 1724 samt kanoniseringen av franciskanska helgon år 1727 och 1728. Denna festarkitektur installerades på fasaden till kyrkan Santa Maria in Aracoeli, vilken innehas av Franciskanorden.
Mellan 1732 och 1735 var Dos Santos arkitekt för Kamillianerorden och fullbordade kyrkan Santa Maria Maddalena. Det har tidigare antagits att Giuseppe Sardi designade fasadens rokokoinspirerade dekoration, men senare forskning gör gällande att denna är ett verk av Dos Santos, då dekorationen uppvisar influenser från den typ av beslagsornamentik som återfanns inom möbeldesign.
Dos Santos sista dokumenterade verk är altaruppsatsen i Cappella Corsini i Gesù Bambino all'Esquilino.

## Bilder
| - Santissima Trinità degli Spagnoli. - Santa Maria Maddalena. |